# 3283 Skorina
3283 Skorina је астероид главног астероидног појаса. Приближан пречник астероида је 12,65 ,
а средња удаљеност астероида од Сунца износи 2,396 астрономских јединица (АЈ).
Инклинација (нагиб) орбите у односу на раван еклиптике је 6,895 степени, а орбитални период износи 1354,910 дана (3,709 године). Ексцентрицитет орбите астероида износи 0,100.
Апсолутна магнитуда астероида износи 12,70 а геометријски албедо 0,091.
Астероид је откривен 27. августа 1979. године.